# مدل بردارهای خودبرگشتی
بردارهای خود برگشتی یکی از مدل‌های اقتصادسنجی است که برای کنترل کردن همبستگی‌های بینابینی در میان چند سری زمانی استفاده می‌شود و در واقع تعمیمی از مدل‌های خودرگرسیونی است. تمامی متغیرها در مدل برداهای خود برگشتی به صورت نظام مند توسط متغیرهای دوران گذشته خود و دیگر عناصر مدل در یک معادله تعریف می‌شوند. بر این اساس Christopher Sims، از مدل بردارهای خودبرگشتی به عنوان روشی فارغ از تئوری دفاع می‌کنند . .

## تعریف
یک مدل بردارهای خودبرگشتی به دنبال توضیح رویهٔ تکاملی یک مجموعه {\displaystyle k} متغیره (که به آن‌ها متغیرهای درون زا گفته می‌شود) در دورهٔ آماری یکسان و با استفاده از تابع خطی تنها از مقادیر قبلی شان می‌باشد. متغیرها در یک بردار k × ۱ بعدی به نام yt جمع می‌شوند که عنصر ith آن yi،t است، عنصر مشاهده شده در دورهٔ t از متغیر yi. 
یک مدل کاهشی از مرتبهٔ {\displaystyle p} بردارهای خودبرگشتی که با {\displaystyle VAR(p)} نمایش داده می‌شود به شکل زیر است،
```
 :

  

    

      

        

          
y

          

            
t

          

        

        
=

        
c

        
+

        

          
A

          

            
1

          

        

        

          
y

          

            
t

            
−

            
1

          

        

        
+

        

          
A

          

            
2

          

        

        

          
y

          

            
t

            
−

            
2

          

        

        
+

        
⋯

        
+

        

          
A

          

            
p

          

        

        

          
y

          

            
t

            
−

            
p

          

        

        
+

        

          
e

          

            
t

          

        

        
,

      

    

    
{\displaystyle y_{t}=c+A_{1}y_{t-1}+A_{2}y_{t-2}+\cdots +A_{p}y_{t-p}+e_{t},}

  

```

جاییکه c یک بردار  × ۱ از مقادیر ثابت، Ai یک ماتریس k × k، و et یک بردار  × ۱ از عناصر خطا می‌باشد که در خصوصیات زیر صدق می‌کنند، 
1. {\displaystyle \mathrm {E} (e_{t})=0\,}
2. {\displaystyle \mathrm {E} (e_{t}e_{t}')=\Omega \,}
3. {\displaystyle \mathrm {E} (e_{t}e_{t-k}')=0\,}

مشاهدهٔ l دوره قبل yt−l l امین تاخیر y می‌شود. در نتیجه به مدل بردارهای خودبرگشتی مرتبهٔ p مدل بردارهای خودبرگشتی با p تاخیر نیز گفته می‌شود. 

## مرتبهٔ تجمیع متغیرها
باید دقت کرد که تمامی متیرها باید مرتبهٔ تجمیع یکسانی داشته باشند. در این صورت ما موارد پایین را خواهیم داشت:
- همهٔ متغیرها {\displaystyle I(0)} هستند(یعنی مانا هستند).
- همهٔ متغیرها {\displaystyle I(d)} هستند (نامانا) با {\displaystyle d>0}.
  - متغیرها هم تجمیعی هستند.: عنصر تصحیح خطا باید در مدل وارد شود. مدل تبدیل به مدل تصحیح خطای برداری می‌شود (VECM) که در واقع نوعی مدل بردارهای خودبرگشتی مقید است.
  - متغیرها هم تجمیعی نیستند: ابتدا لازم است تا از متغیرها d مرحله تفاضل گیری شود تا به مدل بردارهای خودبرگشتی تفاضلی برسیم.

## نمایش ماتریسی
مدل بردارهای خودبرگشتی از مرتبهٔ p را می‌توان به‌طور خلاصه با ماتریس‌ها به شکل زیر نمایش داد:
{\displaystyle Y=BZ+U\,}

## مثال
یک مدل بردارهای خودبرگشتی از مرتبهٔ ۱ را می‌توان به فرم ماتریسی زیر نوشت: 
{\displaystyle {\begin{bmatrix}y_{1,t}\\y_{2,t}\end{bmatrix}}={\begin{bmatrix}c_{1}\\c_{2}\end{bmatrix}}+{\begin{bmatrix}A_{1,1}&A_{1,2}\\A_{2,1}&A_{2,2}\end{bmatrix}}{\begin{bmatrix}y_{1,t-1}\\y_{2,t-1}\end{bmatrix}}+{\begin{bmatrix}e_{1,t}\\e_{2,t}\end{bmatrix}},}
و یا معادلا به صورت دستگاه دو معادلهٔ زیر:
{\displaystyle y_{1,t}=c_{1}+A_{1,1}y_{1,t-1}+A_{1,2}y_{2,t-1}+e_{1,t}\,}
{\displaystyle y_{2,t}=c_{2}+A_{2,1}y_{1,t-1}+A_{2,2}y_{2,t-1}+e_{2,t}.\,}
باید دقت کرد که برای هر متغیر مدل یک معادله وجود دارد. همچنین سطح یک متغیر در دورهٔ t به تاخیرهای خود و دیگر متغیرهای مدل مرتبط است.

## نوشتنVAR(p){\displaystyle VAR(p)}به فرمVAR(1){\displaystyle VAR(1)}
یک مدل داده‌های خودبرگشتی از مرتبهٔ p همیشه می‌تواند با دوباره جایگذاری متغیر وابسته به مرتبهٔ ۱ تبدیل شود. 
برای مثال، مدل {\displaystyle VAR(2)}
{\displaystyle y_{t}=c+A_{1}y_{t-1}+A_{2}y_{t-2}+e_{t}}
را می‌توان به فرم زیر از {\displaystyle VAR(1)} نوشت.
{\displaystyle {\begin{bmatrix}y_{t}\\y_{t-1}\end{bmatrix}}={\begin{bmatrix}c\\0\end{bmatrix}}+{\begin{bmatrix}A_{1}&A_{2}\\I&0\end{bmatrix}}{\begin{bmatrix}y_{t-1}\\y_{t-2}\end{bmatrix}}+{\begin{bmatrix}e_{t}\\0\end{bmatrix}},}
جایی که I ماتریس واحد است.
مدل{\displaystyle VAR(1)} بدست آمده برای تحلیل راحت‌تر است.